# Milbemycinoxim
Milbemycinoxim ist ein in der Tiermedizin eingesetzter Arzneistoff aus der Gruppe der Milbemycine, der als Breitband-Antiparasitikum Anwendung findet. Es ist gegen Würmer (anthelminthisch), Insekten (insektizid) und Milben (akarizid) wirksam.

## Wirkungsmechanismus
Milbemycine sind wie Avermectine Fermentationsprodukte von Strahlenpilzen (Streptomyces spp.) und haben einen ähnlichen Wirkungsmechanismus, aber eine deutlich längere Wirksamkeit. Milbemycinoxim wird aus Streptomyces hygroscopicus aureolacrimosus gewonnen.
Es erhöht bei Wirbellosen die Membrandurchlässigkeit der Nerven- bzw. der Muskelzellen für Chlorid-Ionen durch Bindung an Glutamat-aktivierte Chloridkanäle. Dadurch kommt es zur Hyperpolarisation der Zellmembran und zu einer Blockierung der Erregungsüberleitung.

## Anwendung
Der Wirkstoff wird oral verabreicht und nur zu etwa 5 bis 10 % resorbiert, der Hauptteil wird unverändert über den Kot ausgeschieden. Die Elimination des resorbierten Anteils erfolgt in der Leber über die Galle. Milbemycinoxim ist gut verträglich und auch bei Hunden mit dem MDR1-Defekt einsetzbar. Bei hoher Dosierung kann es zu vorübergehenden Nebenwirkungen wie Starre, Zittern und Ataxie kommen.
Milbemycinoxim wirkt gegen ein breites Spektrum an Nematoden, es kann auch gegen Herzwürmer eingesetzt werden, wobei die Wirksamkeit allerdings geringer als die von Ivermectin ist. Darüber hinaus wirkt es gegen verschiedene Milben (Sarcoptes, Demodex). 
In den derzeit am Markt verfügbaren Präparaten wird Milbemycinoxim mit anderen Wirkstoffen kombiniert, so dass das Wirkungsspektrum erweitert wird. 

## Handelsnamen
Kombinationspräparate
- mit Praziquantel: Milbactor, Milbemax, Milprazon, Milpro
- mit Lufenuron: Program Plus
- mit Praziquantel und Lufenuron: Sentinel Spectrum (verkehrsfähig bis 6. September 2008)
- mit Afoxolaner: Nexgard Spectra
- mit Spinosad: Trifexis